# Фестиваль кино и телевидения стран Африки в Уагадугу

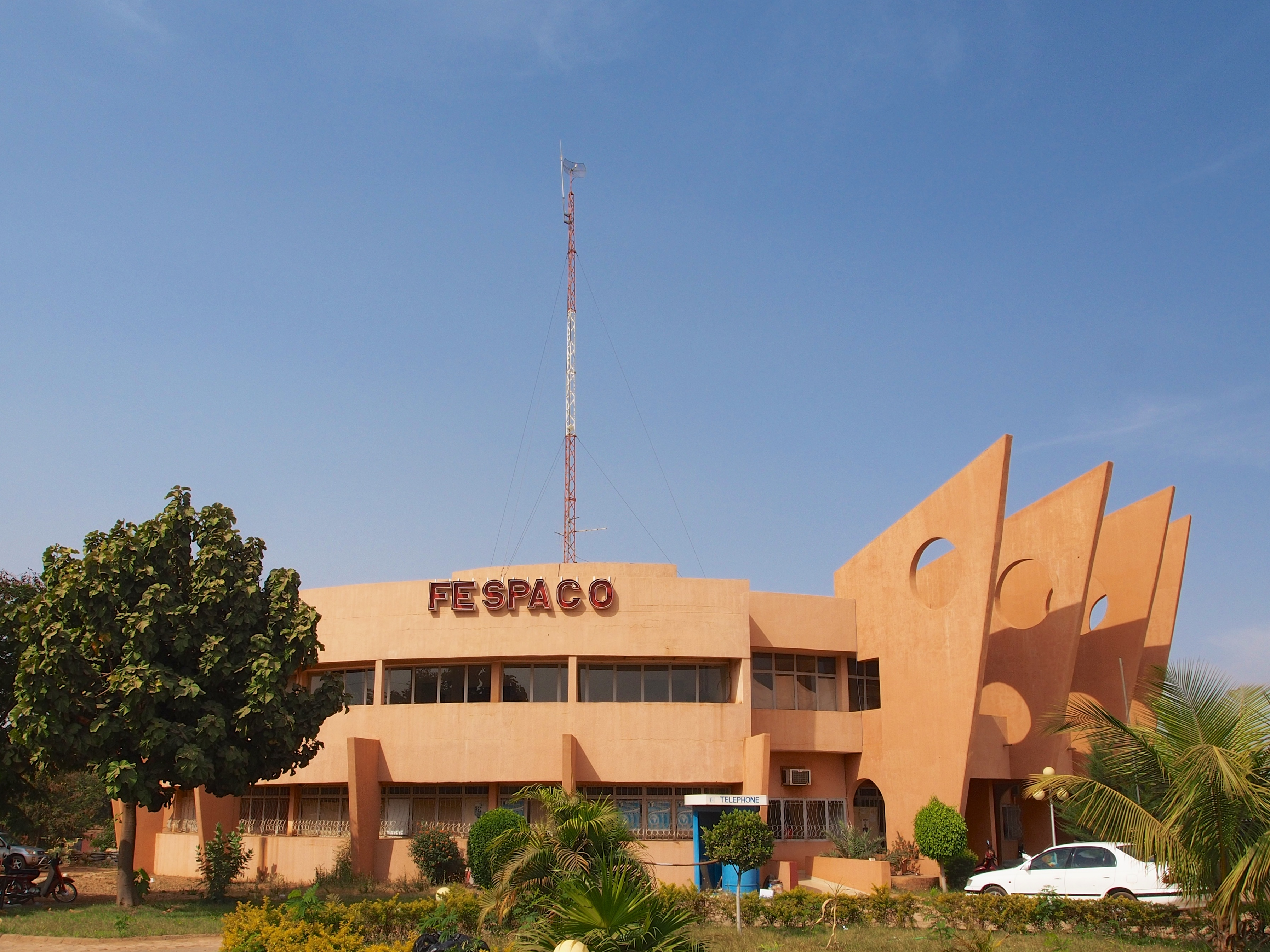
Штаб-квартира FESPACO в Уагадугу

Фестиваль кино и телевидения стран Африки в Уагадугу (фр. Le Festival Pan-Africain du Cinema et de la Television de Ouagadougou, FESPACO) — крупнейший кинофестиваль Африки. Проводится в Уагадугу, столице Буркина-Фасо, в нечётные годы. В чётные годы вместо него проводится кинофестиваль в Тунисе. Дата проведения фестиваля устанавливается через две недели с последней субботы февраля. Церемония открытия проходит на Стадионе 4-го августа, всего фестиваль продолжается 4 дня.
Фестиваль даёт профессионалам африканской киноиндустрии шанс устанавливать рабочие взаимоотношения, обмениваться идеями и продвигать свои работы. Целью FESPACO заявлено «способствовать развитию и распространению африканского кино как средства выражения, образования и повышения сознательности».

## История
Созданный в 1969 году, фестиваль кино и телевидения стран Африки в Уагадугу со временем развился в международно признанное событие не только на африканском континенте, но и в мире в целом. Среди его основателей был Алимата Саламбер, министр культуры Буркина-Фасо в 1987—1991. Название FESPACO (фр. Festival Pan-Africain du Cinema et de la Television de Ouagadougou — Панафриканский фестиваль кино и телевидения в Уагадугу) появилось в 1972 году. Правительственным указом от 7 января 1972 года фестивалю была обеспечена государственная поддержка. Первым официальным победителем в том же году стал фильм Le Wazzou Polygame нигерского режиссёра Умару Ганда. С этого времени победителями фестиваля становились режиссёры из Камеруна, Марокко, Мали, Кот-д’Ивуар, Алжира, Буркина-Фасо, Ганы, Демократической Республики Конго.
При создании в 1969 году, в фестивале участвовали только 5 африканских стран: Сенегал, Верхняя Вольта (Буркина-Фасо), Берег Слоновой Кости, Нигер и Камерун, а также Франция и Нидерланды. Всего было показано 23 фильма. На втором фестивале число стран-участниц увеличилось до девяти: Алжир, Тунис, Берег Слоновой Кости, Гвинея, Нигер, Сенегал, Мали, Верхняя Вольта и Гана. На этот раз было представлено 40 фильмов.
С 1983 года на фестивале также демонстрируются достижения африканского телевидения.
Начиная с 1985 года, фестиваль выбирал различные темы, первой из которых стала «кино, люди, освобождение». В 2007 году темой фестиваля было «актёр в создании и продвижении африканских фильмов».
Бюджет фестиваля со временем значительно увеличился. Среди спонсоров теперь Буркина-Фасо, Дания, Финляндия, Франция, Германия, Нидерланды, Швеция, Тайвань, а также такие организации как AIF (ACCT), Программа развития ООН, ЮНЕСКО, ЮНИСЕФ, Европейский союз и AFRICALIA.

## Победители
| Год  | Название фильма          | Режиссёр             | Страна                           |
| ---- | ------------------------ | -------------------- | -------------------------------- |
| 1972 | Le Wazzou polygame       | Умару Ганда          | Нигер                            |
| 1973 | Les Mille et Une Nuits   | Сухейль Бен Барка    | Марокко                          |
| 1976 | Muna Moto                | Диконгуе Пипа        | Камерун                          |
| 1979 | Baara                    | Сулейман Сиссе       | Мали                             |
| 1981 | Djeli                    | Фадика Крамо-Лансине | Кот-д’Ивуар                      |
| 1983 | Finyè                    | Сулейман Сиссе       | Мали                             |
| 1985 | Histoire d’une rencontre | Браим Цаки           | Алжир                            |
| 1987 | Sarraounia               | Мед Ондо             | Мавритания                       |
| 1989 | Heritage… Africa         | Квоу Анса            | Гана                             |
| 1991 | Закон                    | Идрисса Уэдраого     | Буркина-Фасо                     |
| 1993 | Au nom du Christ         | Ньоан Роже М’Бала    | Кот-д’Ивуар                      |
| 1995 | Guimba                   | Шейк Умар Сиссоко    | Мали                             |
| 1997 | Buud Yam                 | Гастон Каборе        | Буркина-Фасо                     |
| 1999 | Pièces d’identités       | Мвезе Нгангура       | Демократическая Республика Конго |
| 2001 | Ali Zaoua                | Набиль Ауш           | Марокко                          |
| 2003 | Heremakono               | Абдеррахман Сисако   | Мавритания                       |
| 2005 | Барабан                  | Зола Масеко          | ЮАР                              |
| 2007 | Ezra                     | Ньютон Адуака        | Нигерия                          |
| 2009 | Теза                     | Хайле Герима         | Эфиопия                          |
| 2011 | Pegase                   | Мохамед Муфтакир     | Марокко                          |
| 2013 | Tey                      | Ален Гомис           | Сенегал                          |

## Основные цели фестиваля
1. Международный африканский рынок кино и телевидения: FESPACO поддерживает африканских кинематографистов в создании фильмов. Он облегчает контакты и культурный обмен между профессионалами кино и аудиовизуального искусства Африки, а также способствует расширению и развитию африканского кинематографа как средства выражения, образования и повышения сознательности.[1]
2. Распространение африканского кинематографа и культуры: Распространение африканского кино осуществляется через каталоги, новости, информационные бюллетени FESPACO, киноархивы и передвижные кинотеатры. Соревнование между африканскими фильмами повышает их качество и производительность создателей кино.[2]
3. Некоммерческие показы в сельской местности: FESPACO в сотрудничестве с различными неправительственными организациями проводит некоммерческие кинопоказы в сельской местности, в школах и других общественных или частных заведениях.[7]
4. Продвижение африканского кино на других международных кинофестивалях: FESPACO организует различные события, связанные с кино (недели кино, премьерные показы), а также продвигает африканское кино на других международных фестивалях.[3]

## Награды
Наиболее престижный приз фестиваля — «Étalon de Yennenga» (Жеребец Йененги), названный так в честь легендарной основательницы империи Моси. "Étalon de Yennenga" присуждается фильму, наилучшим образом отражающему африканскую действительность.
Другие специальные премии — премия Умару Ганда (лучший дебютный фильм) и премия Поля Робсона (лучший фильм режиссёра из африканской диаспоры).